# Oberleichtersbach

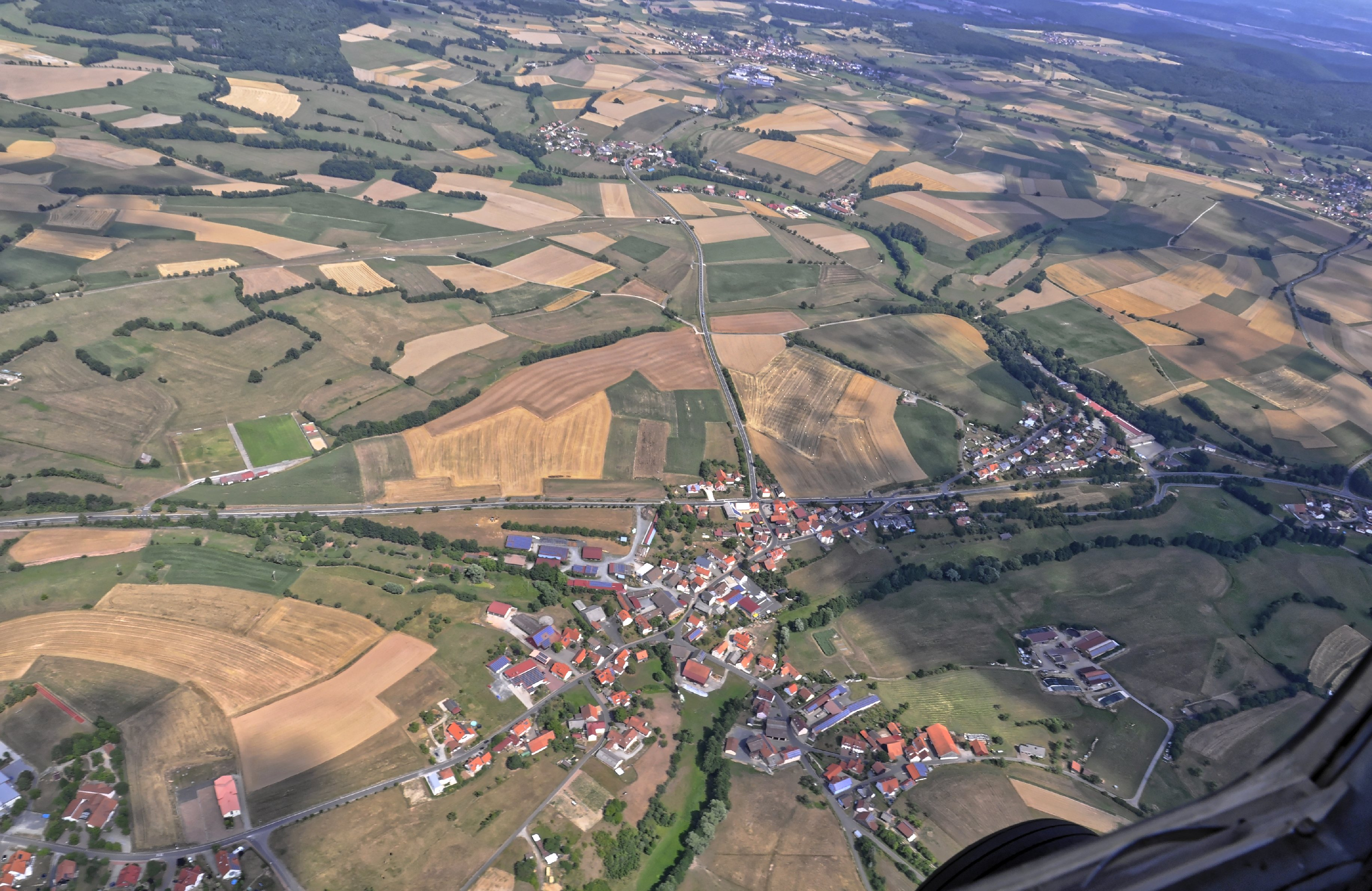
Oberleichtersbach von oben

Oberleichtersbach ist eine Gemeinde im unterfränkischen Landkreis Bad Kissingen.

## Geografie

### Lage
Oberleichtersbach liegt südlich der Rhön und östlich vom Spessart im Adelsberger Wald, einem Naturraum der Südrhön. Es befindet sich in der Region Main-Rhön etwa vier Kilometer südsüdöstlich von Bad Brückenau. Nahe liegt die Quelle des Schondra-Zuflusses Leichtersbach. Durch Oberleichtersbach führt der Fränkische Marienweg.

### Gemeindegliederung
Es gibt 15 Gemeindeteile (in Klammern ist der Siedlungstyp angegeben):
- Adamsmühle (Einöde)
- Aspenmühle (Einöde)
- Bernbrunn (Einöde)
- Breitenbach (Kirchdorf)
- Buchrasen (Siedlung)
- Buckelmühle (Einöde)
- Dreistelz (Weiler)
- Haghof (Weiler)
- Mitgenfeld (Dorf)
- Modlos (Kirchdorf)
- Neumühle (Einöde)
- Oberleichtersbach (Pfarrdorf)
- Unterleichtersbach (Kirchdorf)
- Veitenmühle (Einöde)
- Zeughaus (Einöde)

## Geschichte

### Bis zur Gemeindegründung
Die erste urkundliche Erwähnung der Gemeinde erfolgte im Jahr 812. Als Amt des Hochstiftes Fulda zugunsten Wilhelm Friedrichs von Oranien-Nassau im Jahr 1802 säkularisiert, fiel es 1806 als Teil der province de Fulde an Frankreich (ab 1810 ein Departement des Großherzogtums Frankfurt des Fürstprimas von Dalberg) und wurde auf dem Wiener Kongress 1815 Österreich zugesprochen. Seit dem Münchner Vertrag 1816 gehört der Ort zu Bayern. Im Zuge der Verwaltungsreformen in Bayern entstand mit dem Gemeindeedikt von 1818 die heutige Gemeinde.

### Eingemeindungen
Im Zuge der Gebietsreform in Bayern wurden am 1. Mai 1978 die Gemeinden Breitenbach, Mitgenfeld, Modlos und Unterleichtersbach eingegliedert.

### Einwohnerentwicklung
- 1961: 1490 Einwohner[4]
- 1970: 1653 Einwohner[4]
- 1987: 1787 Einwohner
- 1991: 1931 Einwohner
- 1995: 1992 Einwohner
- 2000: 2046 Einwohner
- 2005: 2114 Einwohner
- 2010: 2050 Einwohner
- 2015: 2062 Einwohner
- 2023: 2088 Einwohner[5]

## Religion

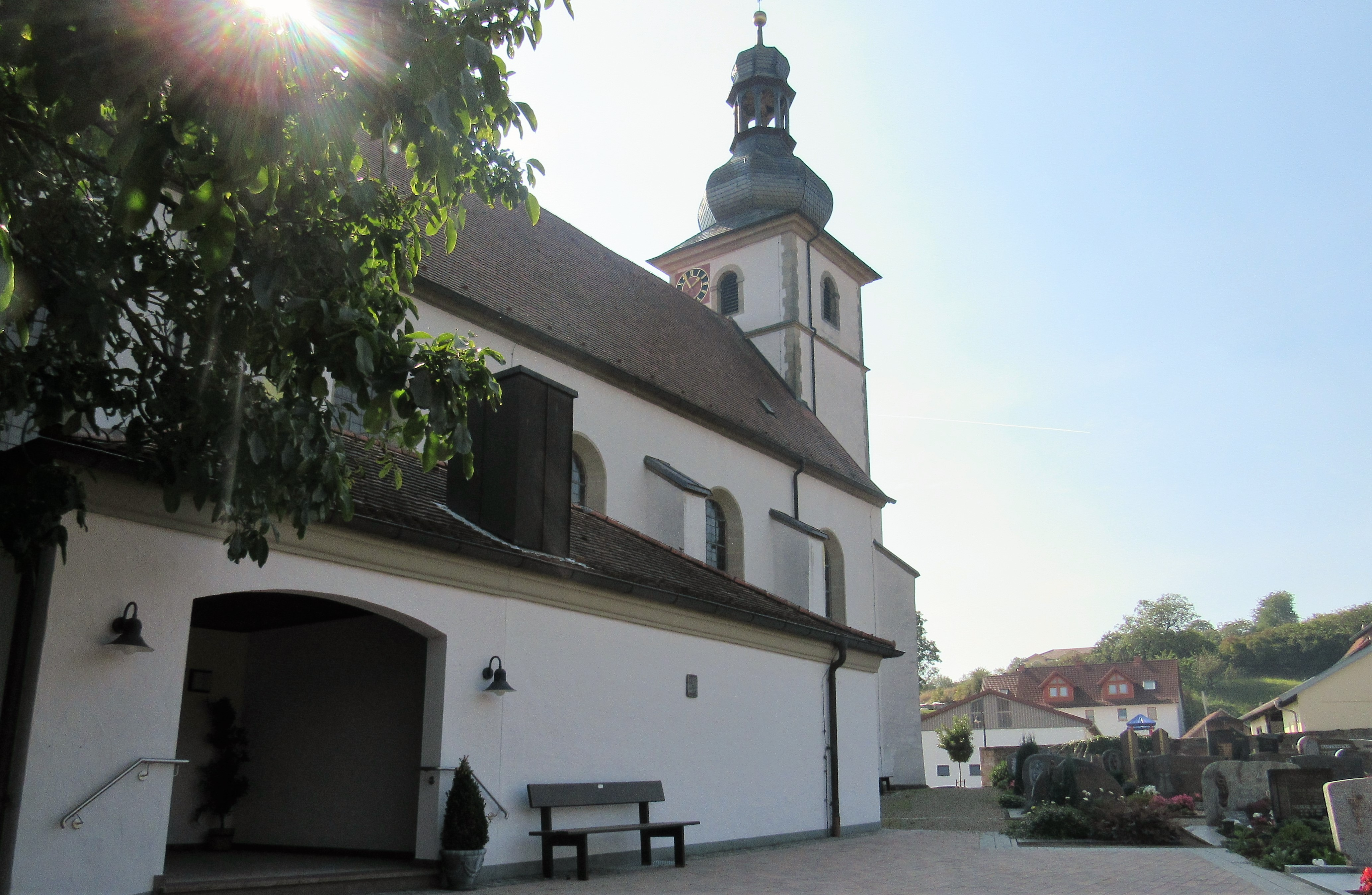
Die St. Peter und Paul Pfarrkirche

Die Bevölkerung ist überwiegend katholisch. Oberleichtersbach ist Sitz der römisch-katholischen Pfarrei  St. Peter und Paul, die zum Dekanat Hammelburg des Bistums Würzburg gehört. Im Ortsteil Breitenbach befindet sich die Filialkirche Heilige Familie, in Modlos die Filialkirche St. Jakobus der Ältere. In Unterleichtersbach gibt es eine Kapelle.

## Politik

### Gemeinderat
Der Gemeinderat hat 14 Mitglieder zuzüglich dem Ersten Bürgermeister. Die Mandatsverteilung aufgrund der Wahl am 15. März 2020 ist wie folgt (in Klammern die Sitzverteilung von 2014 bis 2020):

Aktive Wählergruppe Breitenbach/Mitgenfeld: 4 Sitze (5)

CSU/Freie Christliche Wählergruppe (FCW): 5 Sitze (4)

Freie Wählergemeinschaft (FWG) Modlos: 3 Sitze (3)

Freie Wählergruppe Unterleichtersbach: 3 Sitze(2)

### Bürgermeister
Erster Bürgermeister ist seit 1. Mai 2014 Dieter Muth (Aktive Wählergruppe Breitenbach/Mitgenfeld); dieser wurde am 15. März 2020 mit 73,2 % der Stimmen wieder gewählt. Seine Stellvertreter sind Roland Wehner (2. Bürgermeister, FWG Modlos) und Maria Knüttel (3. Bürgermeisterin, FCW Oberleichtersbach).

### Verwaltung
Die Gemeinde ist Mitglied der Verwaltungsgemeinschaft Bad Brückenau.

### Wappen
| Wappen Gde. Oberleichtersbach | Blasonierung: „Geviert; 1 und 4 in Silber ein durchgehendes schwarzes Kreuz; 2 und 3 schräggeteilt im Doppelzinnenschnitt von Gold und Rot.“ |
| Wappen Gde. Oberleichtersbach | Wappenbegründung: Oberleichtersbach wurde 812 erstmals schriftlich erwähnt und gehörte bis zum Ende des alten Reichs 1803 zum Hochstift Fulda. Der Fürstabt Placidus von Droste (1678–1700) ließ die Pfarrkirche St. Petrus und Paulus erbauen und über dem Portal ein Wappen anbringen, in dem das Wappen der Abtei Fulda (das fuldische Kreuz) und das Wappen des Fürstabts Droste vereint sind. Die Gemeinde wählte für ihr Wappen diese beiden Wappensymbole. Das Wappen wurde von der Regierung von Unterfranken am 5. Dezember 1980 verliehen. |

## Sehenswürdigkeiten
Die Filialkirche Heilige Familie im Ortsteil Breitenbach, die 1905 bis 1906 erbaut wurde, ist im Wesentlichen neugotisch, besitzt aber besonders in der original erhaltenen Ausstattung und Ausmalung der Erbauungszeit auch Elemente des Jugendstils.
Der stählerne Aussichtsturm Dreistelzberg auf dem 660,4 m ü. NHN hohen Dreistelzberg ermöglicht eine Fernsicht bis weit ins benachbarte Hessen.

## Wirtschaft und Infrastruktur
Die Gemeindesteuereinnahmen betrugen im Jahr 1999 umgerechnet 866.000 Euro, davon betrugen die Gewerbesteuereinnahmen (netto) umgerechnet 155.000 Euro.

### Wirtschaft einschließlich Land- und Forstwirtschaft
Es gab 2023 nach der amtlichen Statistik insgesamt 1514 sozialversicherungspflichtig Beschäftigte am Arbeitsort. Sozialversicherungspflichtig Beschäftigte am Wohnort gab es insgesamt 958. Im verarbeitenden Gewerbe gab es zwei Betriebe, im Bauhauptgewerbe drei Betriebe. Zudem bestanden im Jahr 2020 49 landwirtschaftliche Betriebe mit einer landwirtschaftlich genutzten Fläche von 2153 Hektar, davon waren 774 Hektar Ackerfläche und 1379 Hektar Dauergrünfläche.

### Ansässige Unternehmen
- Hanse Haus:
Die Hanse Haus GmbH ist ein deutscher Fertighausanbieter und hat ihren Hauptsitz in Oberleichtersbach.
- Staatl. Mineralbrunnen AG:
Die Staatl. Mineralbrunnen AG aus dem benachbarten Bad Brückenau betreibt eine Abfüllanlage in Oberleichtersbach.

### Bildung
Es gibt folgende Einrichtungen (Stand: 2024):
- eine Kindertageseinrichtung: 124 Kindergartenplätze, 132 Kinder
- eine Grundschule mit fünf Lehrern und 74 Schülern

### Verkehr
Das Segelfluggelände Bad Brückenau-Oberleichtersbach ist ein für den Motorseglerbetrieb zugelassenes Segelfluggelände.